# Improvvisamente, l'estate scorsa
Improvvisamente, l'estate scorsa (in inglese Suddenly, Last Summer) è un film statunitense del 1959 di Joseph L. Mankiewicz, su soggetto di Gore Vidal e Tennessee Williams tratto dall'omonima pièce teatrale di quest'ultimo.
Interpretato da Katharine Hepburn e Liz Taylor, vide entrambe le artiste candidate all'Oscar 1960 come miglior miglior attrice protagonista; la stessa Taylor vinse il Golden Globe per la migliore interpretazione femminile in un film drammatico.
Il film fu nominato anche a uno degli Oscar tecnici per la migliore scenografia.
Il film fa velati riferimenti all'omosessualità, sensibilmente smussati da Gore Vidal per via del codice di autoregolamentazione cinematografica Hays vigente all'epoca.
Lo stesso Vidal, in interviste successive, raccontò di avere ricevuto pressioni da gruppi conservatori che chiedevano che il tema dell'omosessualità venisse solamente sfiorato e il personaggio omosessuale non avesse nel film né un volto né una voce.

## Trama
New Orleans, 1937. La ricca ed eccentrica Violet Venable si rivolge alla clinica psichiatrica del dottor Hockstader promettendo un milione di dollari perché venga attuato un trattamento di lobotomia su sua nipote Catherine Holly. La ragazza, degente in un istituto religioso, ha iniziato a soffrire di violenti disturbi emotivi dopo che suo cugino Sebastian, figlio di Violet, è morto in circostanze poco chiare durante una vacanza in Spagna con lei. Il caso viene affidato a uno specialista, il dottor Cukrovicz.
Dopo i primi incontri, a Cukrovicz risulta subito chiaro che tra Mrs. Venable e suo figlio sussistesse un rapporto morboso: il ragazzo si occupava esclusivamente di poesia e arte, anche se scriveva un solo componimento all'anno (il "canto d'estate"), dopo aver passato l'intera estate in viaggio con la sola compagnia di sua madre. Anche l'incontro con Catherine solleva ulteriori dubbi: la ragazza gli rivela con impressionante lucidità ulteriori dettagli sul rapporto tra Sebastian e Violet. Il cugino, elogiato da Mrs. Venable, viene da lei descritto come ambiguo e manipolatore. Inoltre, quando tenta di ricordare ciò che successe in Spagna, Catherine ha un crollo emotivo, come se il peso del ricordo fosse esasperante.
Cukrovicz decide di tenere sotto osservazione Catherine presso la clinica di Hockstader, il quale insiste perché la operi al più presto al fine di intascare i soldi e costruire un nuovo padiglione per il manicomio. Il chirurgo però è titubante a procedere con l'operazione, poiché essa cancellerebbe irrimediabilmente la verità sulla morte di Sebastian. La visita della madre e del fratello di Catherine, inoltre, getta ulteriori ombre sulla faccenda: Violet ha infatti promesso a entrambi un'ingente somma di denaro, che potranno avere solo dopo la lobotomia della ragazza. Quando Catherine comprende la verità tenta di fuggire dal manicomio, ma viene fermata in tempo.
Durante una visita di Mrs. Venable a sua nipote, le due donne hanno un violento confronto: la ragazza accusa sua zia di voler nascondere la verità a tutti, in particolare a se stessa; le rinfaccia inoltre di non aver capito di essere stata l'"esca che Sebastian utilizzava per attirare la compagnia"; nonché di aver costretto sua madre e suo fratello a farla ricoverare nell'istituto e ad acconsentire per l'operazione. Violet sviene e Catherine ne approfitta per tentare il suicidio, ma viene salvata in extremis.
In seguito a questi eventi Hockstader pone un ultimatum a Cuckrovicz, ma quest'ultimo riesce a negoziare un ultimo tentativo: porterà Catherine a casa di sua zia e le somministrerà del penthotal per farle rivivere ciò che successe l'estate precedente. Sotto l'effetto del siero, la ragazza inizia a ricordare la sua vacanza con Sebastian: il cugino l'aveva costretta a indossare un costume di seta bianca che a contatto con l'acqua lasciava intravedere la sua nudità, per attrarre i ragazzi della vicina spiaggia pubblica e procurarsi del sesso a pagamento: Sebastian era infatti omosessuale e i ragazzi, ridotti alla fame, accettavano di avere rapporti sessuali con lui in cambio di denaro.
Ben presto però Sebastian si era stancato di quelli che lui riteneva pezzenti e troppo scuri di carnagione, e pianificava di spostarsi nel Nord Europa, dove avrebbe trovato ragazzi biondi e dalla pelle bianca. Durante un giorno caldissimo nella cittadina galiziana di Cabeza de Lobo, i ragazzi adescati da Sebastian avevano seguito lui e Catherine fino a un ristorante, ma il ragazzo aveva cominciato ad avvertire dei dolori al cuore, e aveva tentato di fuggire. I ragazzi lo avevano inseguito per le strade della città, fino alle rovine di un tempio pagano dove lo avevano assalito e ne avevano mangiato le carni sotto gli occhi terrificati di Catherine. La ragazza era tornata di corsa in paese ad avvertire la polizia, ma al ritorno i ragazzi erano misteriosamente spariti, e Sebastian era ormai a terra senza vita, quasi del tutto divorato.
Al termine del suo racconto la ragazza crolla in lacrime; Mrs. Venable chiude l'ultimo quaderno di poesia di Sebastian, completamente bianco, e sopraffatta dalla verità si rivolge a Cukrovicz come se fosse suo figlio, dimostrando di essere impazzita. Mentre la donna viene portata via da Hockstader, Cukrovicz si avvicina a Catherine che, ormai libera dal peso sulla sua mente, sorride serena.

## Produzione
È il terzo film tratto da opere di Tennessee Williams e come nei precedenti la censura intervenne per oscurare o togliere ogni riferimento al tema dell'omosessualità. Data la sua fine tragica non venne operata una censura totale ma lasciato un collegamento, sia pure velato, tra il comportamento di Sebastian e la sua tragica fine.
Tra l'altro il personaggio non ha un volto, rendendo quindi la sua presenza più incisiva.
Elizabeth Taylor aveva appena concluso il suo lungo contratto con la casa di produzione MGM ed era una delle dive che garantiva alti incassi ai film che interpretava, per questo usò tutto il suo potere per fare in modo che venisse ingaggiato il suo grande amico Montgomery Clift. L'attore era stato vittima di un tragico incidente automobilistico e venne salvato proprio dalla Taylor ma divenne presto dipendente dai farmaci e faticava a recitare in scene lunghe tanto che il regista chiese spesso di sostituirlo.
Gli altri attori e la troupe invece non ebbero problemi con lui ed erano evidentemente dalla sua parte.
Sempre la Taylor, per prepararsi alla difficile scena del monologo finale in cui dopo aver descritto la fine di Sebastian crolla in un pianto disperato, pare abbia utilizzato un metodo da Actors Studio ovvero ha riportato alla mente le emozioni provate dopo la tragica scomparsa in un incidente aereo del suo terzo marito Mike Todd.
Il film venne girato tra il mese di maggio e il mese di settembre del 1959. Le scene all'interno vennero girate presso gli Shepperton Studios in Gran Bretagna, mentre gli esterni in varie località spagnole tra cui Maiorca.
Per il ruolo interpretato da Katharine Hepburn, si era inizialmente pensato a Vivien Leigh che non poté accettare l'offerta perché impegnata sulle scene teatrali a Londra.

## Distribuzione
Il film giunse nelle sale italiane il 18 marzo 1960, con un divieto ai minori di 16 anni e senza taglio alcuno.
Nell'estate del 1976 torna nei cinema in una seconda edizione censurata, senza divieto, di modo da consentirne la diffusione a mezzo televisivo.
Infatti l'anno dopo, lunedì 28 novembre 1977 viene trasmesso per la prima volta alle 20:40 sull’allora Rete 1 (Rai 1), esente della scena in cui Elizabeth Taylor illustra con dovizia di particolari come il cugino Sebastian viene trucidato.
Nel 1989 esce in VHS grazie a RCA Columbia, e nel novembre 2002 per la prima volta in DVD, distribuzione Sony, prima in Jewell case e successivamente in amaray.

## Riconoscimenti
Golden Globe
- 1960 - Miglior attrice in un film drammatico a Liz Taylor

David di Donatello
- 1960 - premio speciale a Liz Taylor

## Accoglienza in Italia
Nella stagione 1959-60, secondo la Borsa Film del settimanale dell'AGIS il Giornale dello Spettacolo, il film si classificò al sesto posto per incassi.

## Riferimenti in altre opere
Il titolo del film è richiamato dal documentario italiano del 2008 Improvvisamente l'inverno scorso, realizzato da Gustav Hofer e Luca Ragazzi.